# Cyber-Defence Campus
Il Cyber Defence Campus (CYD Campus) è il centro di competenza della Confederazione Svizzera per la sicurezza informatica (cibersicurezza). È affiliato all'Ufficio federale dell'armamento, armasuisse, e quindi al Dipartimento federale della difesa, della protezione della popolazione e dello sport (DDPS). Persegue gli obiettivi strategici definiti nel piano d'azione per la ciberdifesa del DDPS e nella Strategia nazionale per la protezione della Svizzera contro i ciber-rischi (SNPC). Funge da collegamento tra la amministrazione pubblica, l'industria e il mondo accademico in termini di ricerca, sviluppo e formazione per la ciberdifesa. L'obiettivo del Campus CYD è identificare gli sviluppi nel settore della cibersicurezza  e promuovere le innovazioni nella ciberdifesa.

## La storia
Nel 2017, il consigliere federale Guy Parmelin ha pubblicato un piano d'azione per la ciberdifesa in risposta a un attacco informatico all’azienda federale di armamenti RUAG, col fine di migliorare le capacità di difesa della Svizzera contro le minacce informatiche. Questo piano d'azione per la ciberdifesa (APCD) comprendeva anche la creazione del CYD Campus, la cui missione è anticipare gli sviluppi nel cyberspazio, monitorare le tendenze e sviluppare le competenze e le tecnologie necessarie per la ciberdifesa. Il Campus CYD è stato successivamente fondato nel gennaio 2019 da armasuisse Scienza e tecnologia.

## Organizzazione e missioni
Basandosi sulla SNPC il CYD Campus segue quattro obiettivi strategici per rafforzare la ciberdifesa della Svizzera:cyber
- Individuazione tempestiva e anticipazione delle tendenze nello spazio cibernetico[8]
- Ricerca e innovazione nelle tecnologie informatiche[8]
- Formazione di talenti e specialisti informatici[8]
- Ricerca sulle vulnerabilità[8]

## Rete di collaborazione e siti
Il CYD Campus mantiene una rete di collaborazione con oltre 60 organizzazioni sia pubbliche che private. Tra le quali università svizzere (come il Politecnico federale di Zurigo e il Politecnico federale di Losanna) e straniere (come l'Università di Oxford), nonché partner industriali (start-up, PMI e grandi imprese). Il CYD Campus è presente in tre città (Thun, Zurigo e Losanna).

## Rafforzare la difesa informatica in Svizzera
Il CYD Campus implementa diverse misure per sensibilizzare il pubblico svizzero sui temi della cibersicurezza.

### Conferenza del CYD Campus
Il CYD Campus mira a riunire economia, industria, esercito e università, organizzando a tal fine una conferenza annuale. Esperti nel campo della sicurezza informatica presentano questioni informatiche relative alla sicurezza e alla difesa.

### Hackathon
Il Cyber-Defence Campus organizza hackathon con l’obiettivo di promuovere lo scambio di conoscenze all'interno della comunità informatica. Per una settimana, studenti, esperti informatici e membri dell'esercito svizzero hanno l'opportunità di lavorare su progetti, utilizzando software e dati per identificare potenziali vulnerabilità.

### Sfida tra cyber startup
Il CYD Campus osserva e anticipa gli sviluppi informatici reagendo ai crescenti rischi informatici e cercando tecnologie future nell'ambito della Cyber Startup Challenge. Il Cyber-Defence Campus organizza la Cyber Startup Challenge con l'obiettivo di individuare soluzioni innovative nel campo della cybersecurity e sviluppare soluzioni per l'Esercito svizzero con le startup.

### CYD Fellowship
Il programma CYD Fellowship è una borsa di studio per attrarre talenti nel campo della ricerca sulla cibersicurezza. Avviato nel 2020 dal CYD Campus in partenariato con il Politecnico federale di Losanna, il programma offre a studenti di master, dottorato e post-dottorato l'opportunità unica di sviluppare progetti di ricerca su tematiche con vario impatto su la cibersicurezza, sotto la guida di esperti del CYD Campus e professori delle università svizzere.